# Bernt Johansson
Bernt Johansson (født 18. april 1953 i Göteborg) er en tidligere professionel svensk cykelrytter.
Han var professionel cykelrytter fra 1977 til 1981 og vandt blandt andet to etaper i Giro d'Italia i 1979, hvor han sammenlagt kom på tredjepladsen.
Før sin professionelle karriere vandt han olympisk guld ved OL 1976 i Montreal, og for den bedrift blev han tildelt Svenska Dagbladets guldmedalje sammen med Anders Gärderud.